# Изгрев (теленовела)
Изгрев (на испански: Amanecer) е мексиканска теленовела, режисирана от Ерик Моралес и Бони Картас и продуцирана от Хуан Осорио за ТелевисаУнивисион през 2025 г. Версията, разработена от Пабло Ферер Гарсия-Травеси и Сантяго Пинеда Алиседа, е базирана на мексиканската теленовела Върховно изпитание, написана от Карлос Ромеро, която е въз основа на радионовелата Жената, която не обикнах, създадена от Делия Фиайо.
В главните роли са Фернандо Колунга и Ливия Брито, а в отрицателните – Ана Белена, Даниел Елбитар, Катрин Сиачоке, Бланка Гера и Ернесто Лагуардия.

## Сюжет
Леонел Каранса, земевладелец, белязан от предателство и трагедия – изоставен на съпругата си и загубил дъщеря си при пожар, се впуска в търсене на отмъщение. Убеден във вината на Алба Паласиос и нейното семейство, той я принуждава да встъпят в брак без любов. С преплитането на животите им обаче първоначалното негодувание отстъпва място на по-дълбоко чувство, въпреки че раните от миналото остават.
Сложната връзка се заплита с пристигането на Себастиан Пенялоса, лекар, който под претекст, че помага на Леонел и сина му, крие мрачни тайни и опасна обсебеност от Алба, заплашвайки с борба за имението и за сърцето ѝ. Към това се добавя и манипулацията на Аточа, сестрата на Леонел, която заговорничи, за да си осигури властта над имение „Монторо“, дори за сметка на собствения си брат. В разгара на този вихър от измами и предизвикателства, Леонел е изправен пред възможността за изкупление и намиране на нова цел в живота, като същевременно трябва да се изправи срещу собствените си вътрешни демони.
С надвисналото му минало окончателното решение ще определи дали яростта и отмъщението ще надделеят, или любовта ще се появи и ще излекува опустошено от болка сърце, принуждавайки Леонел да реши дали да се изкупи или да загуби всичко.

## Актьори
- Фернандо Колунга – Леонел Каранса Кинтана
- Ливия Брито – Алба Паласиос Салватиера
- Даниел Елбитар – Себастиан Пенялоса
- Ана Белена – Аточа Каранса
- Катрин Сиачоке – Амапола Талавера
- Бланка Гера – Ковадонга де лос Рейес
- Ернесто Лагуардия – Иниго Тарагона
- Патрисия Рейес Спиндола – Ховита Иглесиас
- Мария Рохо – Пруденсия Моралес
- Омар Фиеро – Отец Бенигно Моралес
- Хулиета Егурола – Летисия Галван
- Салвадор Санчес – Доротео Талавера
- Емилио Осорио – Тонатиу Талавера
- Умберто Елисондо – Хусто Монталбан
- Ванеса Рестрепо – Фатима Пенялоса
- Никола Порчела – Камило Паласиос
- Тиаго Кореа – Хоакин Франко
- Данте Агилар – Густаво Каранса
- Валерия Сантаея – Малу Тарагона
- Консепсион Маркес – Тринидад
- Емилио Браво – Блас
- Мария Еспиноса Странски – Карла
- Миа Фабри – Паулина Каранса
- Рехина Ортис де Пинедо – Мириам Франко
- Ерик дел Кастийо – Леонардо Каранса
- Андреа Легарета – Хулия Алтамирано
- Иван Арана – Алдо Боканегра
- Диего Клейн – Грегорио Сантияна
- Начо Ортис – Чавита Кастия
- Ванеса Лопес – Санта
- Давид Агилар – Леонел (дете)

## Премиера
Премиерата на Изгрев е на 7 юли 2025 г. по Las Estrellas.
| Година | Излъчване        | Брой епизоди | Премиера   | Премиера            | Финал | Финал               |
| Година | Излъчване        | Брой епизоди | Дата       | Рейтинг (в милиони) | Дата  | Рейтинг (в милиони) |
| ------ | ---------------- | ------------ | ---------- | ------------------- | ----- | ------------------- |
| 2025   | понеделник-петък |              | 7 юли 2025 |                     |       |                     |

## Продукция
На 8 ноември 2024 г. Хуан Осорио обявява Изгрев и потвърждава Фернандо Колунга и Ливия Брито за главните роли. През декември 2024 г. първата актриса Мария Рохо се присъединява към актьорския състав. На 7 февруари 2025 г. Даниел Елбитар е обявен за антагонист в историята. Седмица по-късно Катрин Сиачок се присъединява към актьорския състав. Записите на теленовелата започват на 10 март 2025 г. На 28 март 2025 г. Андреа Легарета се присъединява към актьорския състав с гостуваща роля.

## Версии
Върху радионовелата Жената, която не обикнах от Делия Фиайо са базирани следните теленовели:
- Върховно изпитание, мексиканска теленовела от 1986 г., адаптирана от Карлос Ромеро, режисирана от Беатрис Шеридан и продуцирана от Валентин Пимстейн за Телевиса, с участието на Едит Гонсалес, Артуро Пениче и Хосе Алонсо.
- Все още те обичам, мексиканска теленовела от 1996 г., адаптирана от Рене Мунос, режисирана от Мигел Корсега и Моника Мигел и продуцирана от Карла Естрада за Телевиса, с участието на Клаудия Рамирес, Луис Хосе Сантандер и Серхио Гойри.
- Лишена от любов, мексиканска теленовела от 2011 г., адаптирана от Химена Суарес, режисирана от Салвадор Гарсини и Алехандро Гамбоа и продуцирана от Хосе Алберто Кастро за Телевиса, с участието на Ана Бренда Контрерас, Хорхе Салинас и Хосе Рон.